# Walter Guillén Soto
Walter Guillén Soto (San Pedro Sula, 6 dicembre 1961) è un vescovo cattolico honduregno, dal 27 aprile 2021 vescovo di Gracias.

## Biografia
Nasce a San Pedro Sula, sede vescovile nel dipartimento di Cortés, il 6 dicembre 1961.

### Formazione e ministero sacerdotale
Dopo aver frequentato l'Università "Francisco Marroquin" del Guatemala, compie gli studi di pedagogia e e scienze dell'educazione nell'Università "Don Bosco" di San Salvador, e perfeziona la sua formazione in educazione e scienze pedagogiche in Spagna presso l'Università di Santiago di Compostela.
Il 6 giugno 1986 emette la professione religiosa e il 5 novembre 1988 è ordinato presbitero.
Dopo l'ordinazione svolge i seguenti incarichi pastorali:
- Direttore accademico dell'Istituto salesiano "San Miguel" di Tegucigalpa
- Direttore dell'Istituto teologico arcidiocesano di Tegucigalpa
- Direttore dell'Istituto tecnico "Ricaldone" di San Salvador
- Direttore del Collegio "Don Bosco" di San José in Costa Rica
- Direttore dell'Istituto tecnico "Don Bosco de Panama"
- Direttore dell'Istituto tecnologico "Don Bosco AC de Saltillo" in Messico
- Segretario particolare dell'arcivescovo metropolita di Tegucigalpa
- Rettore del Santuario "San Juan Bosco" di Tegucigalpa
- Cappellano generale dell'Università cattolica dell'Honduras
- Presidente della Federazione cattolica di Panama
- Presidente della Confederazione Interamericana per l'Educazione cattolica

### Ministero episcopale
Il 14 novembre 2020 papa Francesco lo nomina vescovo ausiliare di Tegucigalpa e vescovo titolare di Nasbinca.
Il 27 aprile 2021, prima ancora di ricevere l'ordinazione episcopale, è nominato però primo vescovo della diocesi di Gracias, eretta quello stesso giorno. L'11 giugno seguente riceve l'ordinazione episcopale, nella cattedrale di San Marco a Gracias, dall'arcivescovo Gábor Pintér, co-consacranti i vescovi Luis Alfonso Santos Villeda e Darwin Rudy Andino Ramírez. Durante la stessa celebrazione prende possesso della diocesi.

## Genealogia episcopale
La genealogia episcopale è:
- Cardinale Scipione Rebiba
- Cardinale Giulio Antonio Santori
- Cardinale Girolamo Bernerio, O.P.
- Arcivescovo Galeazzo Sanvitale
- Cardinale Ludovico Ludovisi
- Cardinale Luigi Caetani
- Cardinale Ulderico Carpegna
- Cardinale Paluzzo Paluzzi Altieri degli Albertoni
- Papa Benedetto XIII
- Papa Benedetto XIV
- Papa Clemente XIII
- Cardinale Bernardino Giraud
- Cardinale Alessandro Mattei
- Cardinale Pietro Francesco Galleffi
- Cardinale Giacomo Filippo Fransoni
- Cardinale Antonio Saverio De Luca
- Arcivescovo Gregor Leonhard Andreas von Scherr, O.S.B.
- Arcivescovo Friedrich von Schreiber
- Arcivescovo Franz Joseph von Stein
- Arcivescovo Joseph von Schork
- Vescovo Ferdinand von Schlör
- Arcivescovo Johann Jakob von Hauck
- Vescovo Ludwig Sebastian
- Cardinale Joseph Wendel
- Arcivescovo Josef Schneider
- Vescovo Josef Stangl
- Papa Benedetto XVI
- Cardinale Pietro Parolin
- Arcivescovo Gábor Pintér
- Vescovo Walter Guillén Soto, S.D.B.